# ÖBB 1010
 (janvier 2022).
Si vous disposez d'ouvrages ou d'articles de référence ou si vous connaissez des sites web de qualité traitant du thème abordé ici, merci de compléter l'article en donnant les références utiles à sa vérifiabilité et en les liant à la section « Notes et références ».
L’ÖBB 1010 est une série de locomotives électriques des Chemins de fer fédéraux autrichiens (ÖBB), conçue à l'origine comme une locomotive de train express. Pendant des décennies, les locomotives furent un moyen important de l'exploitation ferroviaire électrique de l'ÖBB.

## Histoire
Après la Seconde Guerre mondiale, les Chemins de fer fédéraux autrichiens prévoient de se procurer de nouvelles locomotives électriques après que les liaisons principales les plus importantes sont électrifiées et sont à nouveau utilisées à 120 km/h. L'ÖBB veut des locomotives électriques homologuées pour 130 km/h et d'une puissance de 3 000 kW. Les principaux raccordements sont desservis par des séries plus anciennes (1570, 1670, 1670.100 et 1018) dans les années 1950. Étant donné que ces séries ne répondent plus aux exigences de l'ÖBB et que la commande d'unités supplémentaires de ces machines n'est donc plus une option, l'ÖBB décide de se procurer de nouvelles locomotives. La série 1010 est basée sur les séries 1040 et 1041, en même temps que la série 1110. Cependant, l'ÖBB limite la charge à l'essieu à 18 tonnes, en prévision d'une large gamme d'applications pour la série 1010.
Les premières machines sont livrées en 1955. Entre 1955 et 1956, l'ÖBB reçoit 20 locomotives, qui sont d'abord utilisées dans le service de trains express. Comme les locomotives font partie des locomotives électriques les plus rapides de l'ÖBB après leur acceptation, elles sont utilisées dans un domaine très étendu. Par exemple, elles transportent des trains express sur la ligne de l'Ouest et également sur la ligne du Sud et la ligne de chemin de fer de Semmering.
En 2000, ÖBB possède encore 18 locomotives. Les dernières locomotives sont basées à Salzbourg et Linz. En 2003, les dernières locomotives, comme celles des séries 1110 et 1110.500, sont retirées dans le cadre du programme de modernisation de l'ÖBB. Les derniers représentants, 1010.003 et 1010.010, s'arrêtent le 1er décembre 2003, mais sont toujours opérationnels grâce à l'association Club 1018.

## Construction

### Mécanique
Les locomotives ont deux types de bogies différents. Les 1010.001 et 002 ont des bogies sans pivots. En raison de la disposition de l'axe central, il n'est pas possible de l'équiper de pivots conventionnels, de sorte que les deux machines ainsi que la 1110.05 ont un système de pesée dit séparé. Toutes les autres machines de la série 1010 ont des bogies avec un véritable pivot bas. Dans les deux variantes, les bogies qui portent le châssis principal et la caisse de la locomotive sont couplés en croix. Les locomotives ont des extrémités arrondies; les deux cabines de conduite sont reliées l'une à l'autre. Le transformateur est au milieu de la locomotive, les ventilateurs, les équipements auxiliaires et les équipements auxiliaires sont montés sur des socles.

### Électrique
Toutes les locomotives ont deux pantographes à ciseaux (type V de Siemens-Schuckert-Werke pour un fonctionnement à barre unique) sur le toit. Le disjoncteur ultra-rapide à air comprimé DBTF de BBC est utilisé pour la première fois comme interrupteur principal (à l'exception de deux véhicules qui en sont équipés à titre d'essai). Lorsque l'interrupteur principal est activé, la tension primaire atteint le transformateur principal via l'isolateur de traversée de toit équipé du transformateur de courant primaire. Le transformateur est monté sur châssis et refroidi par un système de refroidissement à l'huile. Dans les locomotives des séries 1010 et 1110, la commande haute tension est utilisée pour la première fois en Autriche au lieu des circuits basse tension utilisés auparavant. Les locomotives des séries 1010 et 1110 ont six de ces moteurs de série monophasés compensés avec des cosses ouvertes. L'induit tourne dans un roulement à rotule sur rouleaux côté collecteur, qui doit également absorber la poussée axiale, et dans un roulement à rouleaux cylindriques de l'autre côté du moteur. Ces moteurs de traction à dix pôles, appelés EM 655, sont développés à partir des moteurs à dix pôles EM 601 utilisés dans les séries 1040 et 1041. La puissance est transmise avec un entraînement à ressort BBC. Les roues dentées sont hélicoïdales, le rapport d'engrenage était de 1: 3,18. Toutes les locomotives sont équipées d'un frein à air automatique à action rapide, d'une valve de post-freinage, d'un frein de train et d'un frein à fronde.

## Conservation
Neuf des 20 unités construites sont conservées :
| Numéro     | Année de construction | Coloration | Propriétaire                                       | Lieu      |
| ---------- | --------------------- | ---------- | -------------------------------------------------- | --------- |
| 1010.002-2 | 1955                  | rouge      | Republik Österreich                                | Strasshof |
| 1010.003-0 | 1955                  | rouge      | Club 1018                                          | Vienne    |
| 1010.004-8 | 1955                  | rouge      | ÖGEG                                               | Ampflwang |
| 1010.009   | 1956                  | vert       | ÖGEG                                               | Ampflwang |
| 1010.010-5 | 1956                  | vert       | Club 1018                                          | Vienne    |
| 1010.011-3 | 1956                  | rouge/gris | 1. Österreichischer Straßenbahn- und Eisenbahnklub | Strasshof |
| 1010.013-9 | 1956                  | rouge      | ÖGEG                                               | Ampflwang |
| 1010.015-4 | 1956                  | noir       | ÖGEG                                               | Timelkam  |